# Anthurium tachiranum
Anthurium tachiranum är en kallaväxtart som beskrevs av Thomas Bernard Croat. Anthurium tachiranum ingår i släktet Anthurium och familjen kallaväxter. Inga underarter finns listade.